# دوویلای
دوویلای (به لاتین: Dovilai) یک شهرک در لیتوانی است که در شهرستان کلایپدا واقع شده‌است. دوویلای ۱٬۲۴۶ نفر جمعیت دارد.